# Киселёв, Антон Викторович
Антон Викторович Киселёв (5 ноября 1986, Барнаул, СССР) — российский футболист, полузащитник.

## Карьера
Воспитанник барнаульского «Динамо». За основной состав команды начал выступать в 2006 году в ПФЛ. В 2007 году клуб стал победителем зоны ПФЛ «Восток» и перешёл в ФНЛ, однако отыграв сезон во втором по силе дивизионе, вернулся в ПФЛ. В 2010 году Антон Киселёв подписал контракт с клубом ФНЛ «Кубань» с которым стал победителем турнира и добился выхода в Премьер-лигу, однако по окончании сезона игрок покинул клуб и перешёл в другую команду ФНЛ «СКА-Энергия». Также выступал за другие команды лиги «Металлург-Кузбасс» (Новокузнецк) и «Луч-Энергия». В сезоне 2014/15 игрок вновь подписал контракт с «Металлургом», выступавшем на тот момент в ПФЛ, и в его составе стал лучшим бомбардиром зоны «Восток», забив 11 голов в 21 матче, а его команда заняла 3 место, уступив лишь 1 очко победителю зоны «Байкалу». Следующий сезон футболист провёл именно в «Байкале», отыграв 33 матча и забив 3 гола в ФНЛ. Сезон 2016/2017 отыграл в клубе ПФЛ «Сочи». Летом 2017 года вернулся в «Динамо» (Барнаул).
В 2018 году приостановил футбольную карьеру. В 2021 году вернулся на поле в составе команды «Темп» (Барнаул), играл в 3 дивизионе. Принял участие в 41 матче, забил 1 гол и сделал 7 голевых передач. Команда дважды выиграла Кубок Сибири в 2021 и 2023 году. В 2024 Киселёв завершил свою карьеру как игрока, тем не менее, продолжает выступать спортивным директором клуба и главным тренером команды.

## Достижения

### Командные
«Динамо» Барнаул
- Победитель первенства ПФЛ (зона «Восток»): 2007

«Кубань»
- Победитель Первого дивизиона: 2010

### Личные
- Лучший бомбардир зоны ПФЛ «Восток»: 2014/2015 (11 голов)